# دراغون غيت يو إس إيه
دراغون غيت يو إس إيه (بالإنجليزية: Dragon Gate USA)‏ هي حلبة مصارعة محترفة مستقلة تأسست عام 2009 وانحلت عام 2015، مقرها كان في فيلادلفيا في الولايات المتحدة. في 2 يوليو 2020 بيعت مكتبتها المرئية إلى دبليو دبليو إي.

## وصلات خارجية
- الموقع الرسمي